# Piramida Sechemcheta
Piramida Sechemcheta – niedokończona piramida schodkowa w Sakkarze faraona z III dynastii – Sechemcheta. Prawdopodobnie zbudowana przez architekta Dżesera – Imhotepa.

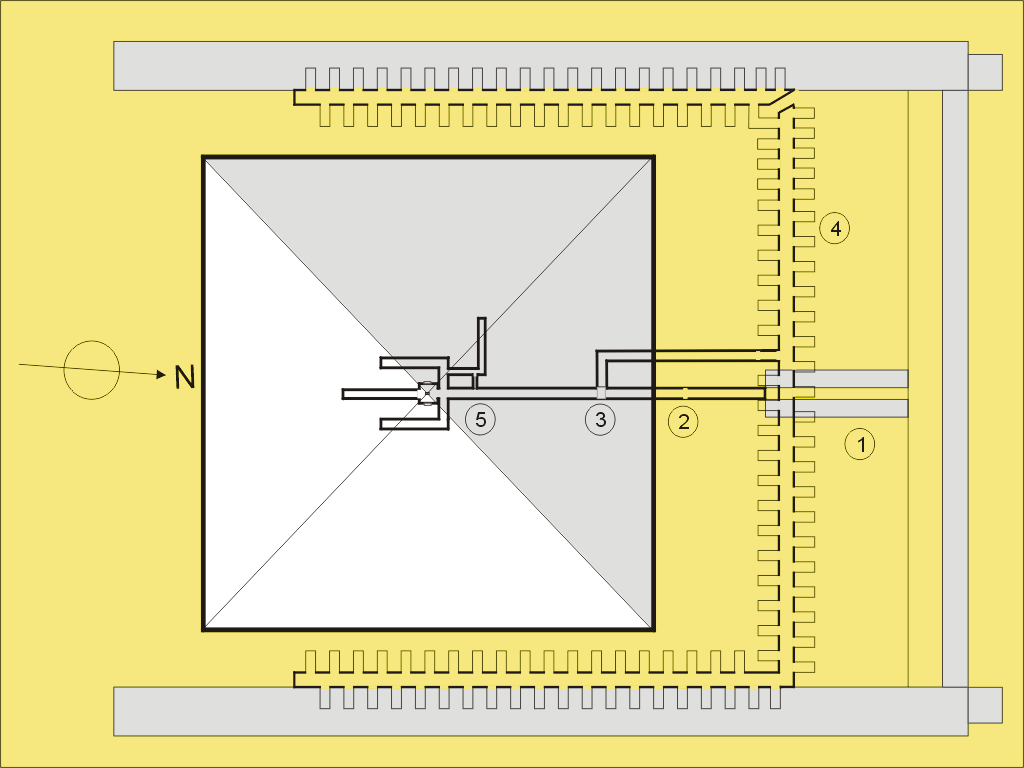
Kompleks grobowy Sechemcheta:
1) Pochylnia wejściowa
2) Arkada o wysokości 3,96 m
3) Boczny korytarz u wylotu pionowego szybu
4) Zespół korytarzy z 132 niszami
5) Komora grobowa z przyległymi galariami

## Konstrukcja piramidy
Piramidę Sechemcheta odkrył Zakaria Goneim w 1951 roku. W latach 1963–1976 ograniczone prace prowadził tu także Jean-Philippe Lauer. Piramida miała mieć siedem stopni, ale tylko pierwszy został ukończony. Pierwotnie mur otaczający miał wymiary 263×189 m, lecz został powiększony, tak by dorównywał murowi piramidy Dżesera. Do części podziemnej piramidy prowadzi oddalona od niej na znaczną odległość pochylnia, która osiągnąwszy głębokość 12 m od poziomu podłoża przechodzi w korytarz 9 metrowej długości, kończący się ślepo. Prawdopodobnie z powodu niestabilności gruntu zaprzestano dalszego drążenia korytarza, a samą pochylnię zasypano do połowy jej głębokości.
Powyżej rozpoczęto drążenie innego tunelu, którego podłoga opada w głąb podłoża pod takim samym kątem jak zasypana pochylnia, a jego sufit wydrążono poziomo na długości 11,5 m, dochodząc do końca, na którym wydrążono arkadę wysokości 3,96 m i głębokości 90 cm. Poza arkadą sufit korytarza opada już dalej pod takim samym kątem jak podłoga. Mniej więcej w jednej trzeciej długości korytarza za arkadą, w jego suficie znajduje się otwór pionowego szybu, przechodzącego ze skał podłoża w górę poprzez rdzeń piramidy. Szyb ten był zablokowany wielkimi głazami oraz zasypany drobnymi odłamkami skalnymi, gliną i piaskiem, spoczywającymi na dnie szybu, na podłodze korytarza. W czasie oczyszczania szybu natrafiono na cztery znaleziska. Na pierwszej od góry warstwie zasypanej czystym piaskiem leżały kości zwierzęce: baranów, gazeli i bydła domowego. Pod nimi znaleziono sześćdziesiąt dwa papirusy spisane demotyką – niektóre z czasów XXVI dynastii.
Poniżej, w warstwie drobnych odłamków skalnych, gliny i piasku znaleziono wielką ilość kamiennych naczyń spoczywających warstwą w szybie oraz zalegających usypiskiem na podłodze korytarza. Pod tym usypiskiem przy wschodniej ścianie wylotu szyby znaleziono dwadzieścia jeden złotych bransolet i naramiennic, złotą ozdobę w kształcie muszli skorupiaka, złotą okładzinę w kształcie sierpa, bardzo liczne złote i fajansowe – złocone paciorki oraz igłę i szczypczyki z elektronu. W zachodniej ścianie korytarza przy wylocie szybu znajduje się przejście do innego tunelu, prowadzącego poprzez pasaż w kształcie litery L do drugiego korytarza, ciągnącego się równolegle do północnego boku piramidy, załamującego się pod kątem prostym w kierunku południowym po obu stronach piramidy, wzdłuż jej zachodniego i wschodniego boku. W ścianach tego korytarza wykuto sto trzydzieści dwie nisze, rozmieszczone naprzemiennie po obu jego stronach.
Poniżej wejścia do korytarza z niszami, główny korytarz opada nadal w głąb podłoża, przechodzi w odcinek poziomy, prowadząc do komory grobowej. Komora grobowa jest niedokończonym, wykutym w skale pomieszczeniem, w którego ścianach zachodniej i wschodniej, pośrodku, wykuto dwa metrowe uskoki niewiadomego przeznaczenia. Otwór drzwiowy w południowej ścianie komory prowadzi do ślepo zakończonej galerii. Jeszcze dwie ślepe galerie znajdują się po obu stronach komory grobowej, a wejścia do nich znajdują się przy wlocie korytarza głównego do komory grobowej. Wejście do komory grobowej było zatarasowane wielkimi głazami i ścianami nie noszącymi śladów przebijania przejść. W samej komorze znajdował się alabastrowy sarkofag o niezwykłej konstrukcji. Wykuty został w jednym bloku alabastru bez pokrywy, a zamknięcie stanowił jeden z krótszych jego boków, będąc ruchomą płytą wysuwaną do góry za pomocą liny, przewlekanej przez wycięcie w kształcie litery U. Płaskie wypusty wystające po obu stronach ślizgały się w wycięciach w dłuższych bokach sarkofagu. Ślady gipsu w miejscach połączeń zamknięcia sarkofagu oraz wieniec suchych kwiatów na wierzchu, wskazywały na jego nienaruszony stan. Po otwarciu okazało się jednak, że był pusty.

## Kompleks grobowy
Pierwotne wymiary muru okalającego cały kompleks grobowy wynosiły 263 m (pn.–pd.) × 189 m (wsch.–zach.). Zgodnie z tym projektem piramida znajdowałaby się w samym środku kompleksu. Dokonano zmian w planie i ostatecznie rozmiary kompleksu grobowego osiągnęły wymiary 545 × 189 m. Mur został wzniesiony z rdzenia kamiennego, oblicowanego wapieniem z Tura z ozdobami w formie płycin i bastionów. Zewnętrzne oblicowanie składa się z jednej warstwy płyt wapiennych o grubości ok. 30 cm i boku ok. 50 cm. Po zmianie planu budowy, część gotowego już muru północnego wykorzystano jako mur oporowy tarasu mającego ciągnąć się aż do muru północnego, budowanego według nowego planu. Przedłużenie północne, murów zachodniego i wschodniego kompleksu, zostało przesunięte do wewnątrz kompleksu o ok. 1,8 m. Podczas wykopalisk ustalono, iż cały obszar kompleksu grobowego poprzedzielany jest murami oporowymi, a przestrzenie pomiędzy nimi wypełnione są gruzem skalnym i mieszaniną gliny i piasku. Dokonano tego prawdopodobnie w celu zniwelowania oraz podniesienia terenu o ok. 9 m, tak aby powstałe tam budowle widoczne były z Memfis. Sama piramida wzniesiona została na litej skale.
Na południe od piramidy Sechemcheta znajduje się mastaba, w której prawdopodobnie pochowane było dziecko (prawdopodobnie syn Sechemcheta). Wzniesiono ją pomiędzy piramidą a murem kompleksu, pośrodku na osi wschód – zachód. Zbudowana jest z kamiennych bloków. Jej wymiary wynoszą 31 × 15,5 m. Jej część naziemna przetrwała do naszych czasów w bardzo zniszczonej części. Część podziemna składa się z pionowego szybu po stronie zachodniej, korytarza opadającego w dół oraz poziomego korytarza prowadzącego do komory grobowej o wymiarach 3,5 × 2,6 m. Mastaba, pomimo zasypania szybu wejściowego głazami i gruzem została w czasach starożytnych doszczętnie obrabowana. W komorze grobowej odkryto drewniana trumnę ze szkieletem dziecka wewnątrz – prawdopodobnie syna Sechemcheta.

## Wymiary piramidy
- Planowana wysokość piramidy – 70 m
- Długość boku podstawy – ok. 120 m
- Wymiary komory grobowej – 8,9 m × 5,22 m × 4,55 m
- Mur otaczający – 263 m × 189 m
- Mur otaczający po rozbudowie – 545 m × 189 m